# Racing Human Telemetry
La Racing Human Telemetry (termine in lingua inglese per "telemetria umana per competizione"), è quel settore della Telemetria (riferita al contesto degli sport motoristici) che si occupa dell'analisi in tempo reale, di una serie di parametri pilota-dipendenti, al fine di identificare lo stress del pilota e trarne dei benefici nei protocolli di preparazione e gestione psicofisica, sia negli allenamenti che in gara.

## Telemetria tradizionale
Con il termine “telemetria” genericamente si intende, la memorizzazione e l’analisi dei dati acquisiti a bordo del veicolo da competizione (automobile, motocicletta, offshore…), sottovalutando che quel veicolo è portato da un soggetto (il Pilota) che deve sfruttarne a pieno tutte le potenzialità.

## Descrizione
La Racing Human Telemetry, è etichettata come quell'insieme di metodi di osservazione, applicati a fini prestazionali (o diagnostici), effettuati a distanza rispetto al Pilota da monitorare (in Telemetria dai box dove c'è l'unità di Management e Gestione della gara che si interfaccia sia con gli Ingegneri sia con l'Equipe Medica che si occupa del Pilota analizzato). 
Le Federazioni Sportive Internazionali di riferimento (FIA, FIM ecc.) stanno investendo risorse sempre più importanti, vista l'importanza per i Centri Medici di Circuito (e quelli di Riferimento per i Piloti) per i fini diagnostici e di prognosi in caso di incidente.

## Utilizzo
I metodi e le tecnologie utilizzate per la Telemetria, sono pensate e costruite in modo da incidere al minimo con le attività normali del Pilota; infatti, i parametri e i segnali d’interesse fisiologico, sportivo o clinico misurati sul Pilota vengono trasmessi a distanza con notevoli vantaggi, quando risulti necessario effettuare la misura lasciando il Pilota che si sottopone a essa nelle condizioni più naturali possibili (es.: rilievo di variabili biomeccaniche durante studi sulla fase di frenata, studio della forza spesa nelle fasi di salto nel motocross), consentendogli di svolgere una normale attività lavorativa.
I sensori misurano parametri e informazioni (scandite dal Tecnico Human Telemetryst), quali ad esempio il "numero di watt spesi dal Pilota sul pedale del freno in fase di frenata in una curva del circuito" o la "temperatura di un particolare segmento del pilota" o la cadenza respiratoria nelle fasi di pit stop. 
Queste misure effettuate dai sensori, vengono trasmesse al cosiddetto data logger (acquisitore di dati del pacchetto mezzo-pilota), che provvederà sia a immagazzinarle su una memoria interna sia a trasmetterle "ai box" per una elaborazione in tempo reale.
A queste informazioni provenienti dai "sensori" si aggiungono poi dati generati dal software stesso delle centraline (ad esempio il "tempo per il cambio marcia giro per giro", o "l'effettivo slittamento degli pneumatici che causano un disagio secondario alla guida").
È stata dichiarata dagli esperti del settore scientifico di riferimento (Scienziati dello Sport meglio conosciuti come Scienziati del movimento, Bio-Ingegneri, Ingegneri di Pista e Medici dello Sport) un fattore chiave nel mondo Motorsport, in chiave attuale e in chiave futuro: è quel dettaglio che permette di poter stimare una strategia di gara (e le relative varianti) basata sull'evoluzione della prestazione psico-fisica del pilota e le performance meccaniche di riferimento al pacchetto pilota/veicolo.